# Спутник (космическая программа)

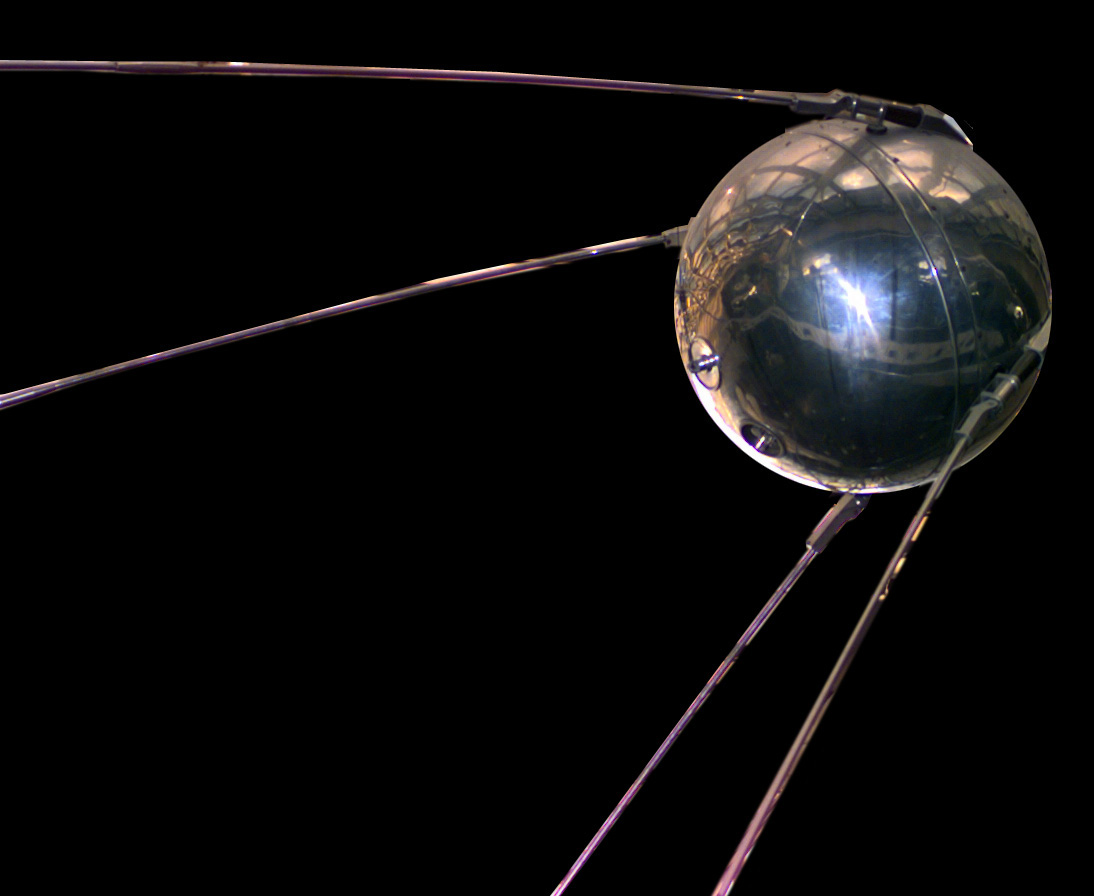
Модель Спутника-1

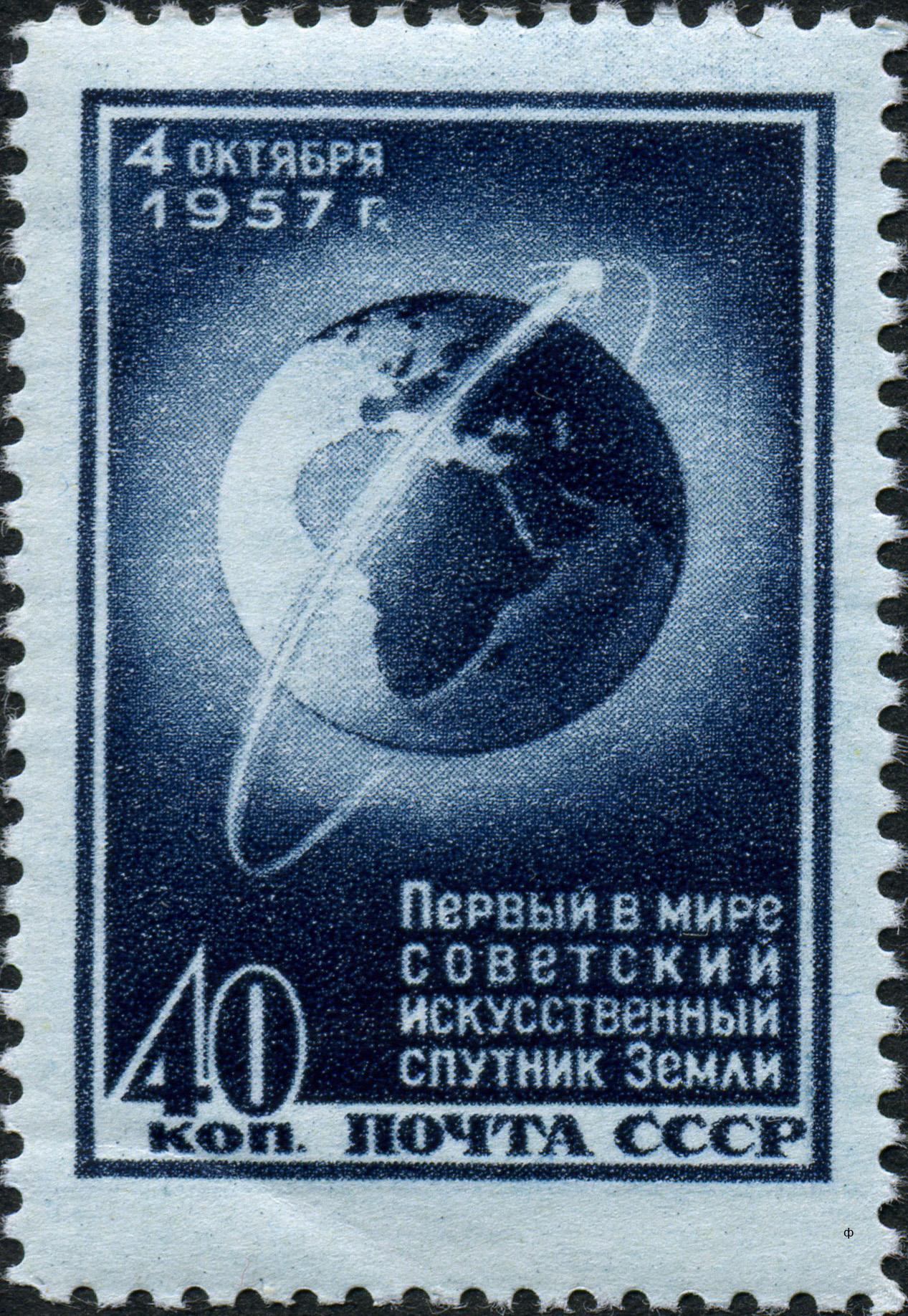
Почтовая марка СССР на тему первого Спутника

Спутник — ранние советские искусственные спутники Земли (ИСЗ) различного устройства и назначения. Использовались для экспериментов по выводу в околоземное пространство полезной нагрузки, изучения влияния невесомости и радиации на живых существ, экспериментов по изучению свойств земной атмосферы, подготовки к первому пилотируемому космическому полёту.

## Космическая программа «Спутник»
В рамках программы Советский Союз запланировал и вывел на орбиту несколько космических аппаратов. Запуск первого Спутника произошёл 4 октября 1957 года в рамках международного геофизического года.

## ИСЗ, известные как «Спутник»
Названия «Спутник-1…10» являются неофициальными и придуманы журналистами.
- Спутник-1 — ПС-1, «Первый советский и первый в мире искусственный спутник Земли», 4 октября 1957
- Спутник-2 — «Второй советский искусственный спутник Земли», 3 ноября 1957
- Спутник-3 — «Третий советский искусственный спутник Земли», 15 мая 1958
- Спутник-4 — «Первый корабль-спутник», Восток-1П — серия Восток, 15 мая 1960
- Спутник-5-1 — «Без № корабль-спутник», Восток-1 № 1 — серия Восток, 28 июля 1960. Авария РН на старте.
- Спутник-5 — «Второй корабль-спутник», Восток-1 № 2 — серия Восток, 19 августа 1960
- Спутник-6 — «Третий корабль-спутник», Восток-1 № 3 — серия Восток, 1 декабря 1960
- Спутник-7-1 — «Без № корабль-спутник», Восток-1 № 4 — серия Восток, 22 декабря 1960. Авария РН на старте, суборбитальный полет.
- Спутник-7 — «Тяжёлый спутник 01». Первый советский запуск к Венере. Оставшаяся на околоземной орбите связка аварийного разгонного блока и венерианского зонда, 4 февраля 1961
- Спутник-8 — «Тяжёлый спутник 02», одно из названий для АМС Венера-1 и использованного разгонного блока, 12 февраля 1961
- Спутник-9 — «Четвертый корабль-спутник», Восток-3 № 1 — серия Восток, 9 марта 1961
- Спутник-10 — «Пятый корабль-спутник», Восток-3 № 2 — серия Восток, 25 марта 1961

В своей книге «Ракеты и люди» Черток Б. Е. приводит другую нумерацию кораблей-спутников:
- Спутник-4 — «Первый корабль-спутник». Восток -1К.
- Спутник-5-1 — «Второй корабль-спутник». Восток -1К № 1.
- Спутник-5 — «Третий корабль-спутник». Восток -1К № 2.
- Спутник-6 — «Четвертый корабль-спутник». Восток -1К № 5.
- Спутник-7-1 — «Пятый корабль-спутник». Восток -1К № 6.
- Спутник-9 — «Шестой корабль-спутник».
- Спутник-10 — «Седьмой корабль-спутник». Восток -3КА (три-КА).